# Дом Малышева
Дом Ма́лышева — историческое здание в Пушкине. Построено в 1854 году. Объект культурного наследия регионального значения. Расположено на Средней улице, дом 17/6, на углу с Оранжерейной улицей.

## История
Дом был построен в 1822—1825 годах по проекту архитектора В. П. Стасова, который в это же время был занят строительством соседней Большой оранжереи. Известно, что в 1840 году на первом этаже дома располагался трактир. В 1858 году дом принадлежал купцу Александру Ивановичу Малышеву, от которого и получил своё название. Позднее дом принадлежал дворцовому управлению, в нём жили дворцовые служащие. В 1870-е годы в здании сделали новый парадный вход и лестничную клетку, а также построили флигель вдоль Оранжерейной улицы (современный адрес: Оранжерейная улица, 4). С 1896 по 1920 год в этом доме на первом этаже, в квартире из семи комнат, две из которых использовались для конторы, проживал архитектор Дворцового правления Сильвио Данини. Половина второго этажа была отведена для священника дворцовой Знаменской церкви. После Октябрьской революции дом был перепланирован с увеличением числа квартир и до сих пор остаётся жилым.

## Архитектура
Здание ценно как образец градостроительного решения В. П. Стасова по оформлению угла улицы. Стиль здания — поздний классицизм. Оно гармонирует с обликом Большой оранжереи. Вдоль Оранжерейной улицы оба здания имели однотипную каменную ограду. Дом двухэтажный, Г-образной формы, стоит на высоком подвале. Первый этаж отделан крупным рустом, при этом оконные проёмы утоплены вглубь стены. Окна второго этажа украшают сандрики. Здание венчает карниз с модульонами.